# ガウルス山の戦い
ガウルス山の戦いは紀元前343年（または紀元前339年）に発生した第一次サムニウム戦争における最初の戦いであり、また共和政ローマとサムニウム人（en）の間の最初の戦いでもあった。この戦いに関しては、ローマの歴史家ティトゥス・リウィウス（紀元前59年 - 17年）がその『ローマ建国史』の第7巻に、執政官（コンスル）マルクス・ウァレリウス・コルウスがクーマエ近郊のガウルス山（現在のバルバロ山）でサムニウム人に勝利したと記述している。しかし、現代の歴史家は、その詳細に関しては全てではないにしても大部分はリウィウスの創作、あるいは彼が参照した資料の創作であると考えている。

## 背景
リウィウスによると、第一次サムニウム戦争は、サムニウム人がカンパニア北部に住んでいたシディシニ人（en）を攻撃したことによって始まったとされている。カプアが指導的立場にあったカンパニア人は、シディシニ救援のために軍を派遣したが、サムニウム人に敗れた。続いてサムニウム人はカンパニアに侵攻し、カプア近くの平原で行われた2度目の戦いでも勝利した。これらの敗戦のために、カンパニア人はローマに救援を求めた。ローマとサムニウムは条約を結んでいたが、この救援依頼に応じてサムニウムに対して宣戦布告した。
紀元前343年の執政官マルクス・ウァレリウス・コルウスとアウルス・コルネリウス・コッスス・アルウィナはそれぞれ軍を率いてサムニウム軍に向かった。ウァレリウスはカンパニアに進軍し、コルネリウスはサムニウムに侵攻した。

## 戦闘
ウァレリウスは彼の軍団をガウルス山に野営させた。サムニウムは、この方面が主戦場になると考え、カンパニアに軍を動かして決戦を求めた。ウァレリウスはサムニウム軍と小競り合いを数日間行って自身の軍の練度を確認すると、戦闘の準備を行った。ローマ軍は野営地を出て、サムニウム軍との決戦を求めた。両軍はしばらくぶつかりあったが、どちらも優位になることはなかった。このため、ウァレリウスは騎兵に突撃を命令し、サムニウム軍の戦列を破ろうとしたが、これは失敗してローマ騎兵は撤退した。ローマ騎兵が撤退すると、ウァレリウス自身も下馬して、自身が歩兵を率いて突撃することを決した。サムニウム軍は大損害を受けたが、それでもサムニウム軍の戦列は崩れなかった。戦闘は長時間続き、日も暮れてきた。ローマ軍は疲弊し、燃えつきかけていたが、それでも最後の強力な突撃を敢行した。この突撃でサムニウム軍は崩れ、戦場から逃走し始めた。夜になって追撃が中止されなかったら、多くは生き残れなかったと思われる。捕虜になったサムニウム人に、なぜ最後に崩れたのかを問うと、「ローマ人の怒りと熱狂的な形相とともに、その目が怒りに燃えているように見えた」と応えた。夜の間にサムニウム軍は撤退し、ローマ軍は翌日も野営地に留まった。全てのカンパニア人は外へ出て、ローマの勝利を祝った。

## その後
リウィウスは、その年に二つのローマ軍の勝利を記録している。もう一人の執政官コルネリウスが勝利したサティキュラの戦いと、ウァレリウスの二度目の勝利となったスエッスラの戦いである。これらの戦いの後、二人の執政官はともに凱旋式を実施している。カルタゴは紀元前348年にローマと友好条約を結んでいたが、ローマの勝利を祝福して25ポンドの金で作られた冠をユピテル・オプティムス・マキシムス、ユーノー、ミネルウァ神殿に寄贈した。凱旋式記録碑によると、ウァレリウスとコルネリウスは9月21日と9月22日にそれぞれの凱旋式を実施している。続く2年間は小規模な戦闘があったのみで、第一次サムニウム戦争は紀元前341年に終結した。ローマとサムニウムはその条約を改定し、サムニウムはカンパニアと同様にローマの同盟国となった。

## 現代の推定
現代の歴史学者はリウィウスが記述する戦闘の詳細に関しては、ほとんど信頼していない。その戦闘シーンは、彼自身または彼が参照した資料による創作で、ローマとサムニウムの最初の戦闘であるガウルス山の戦いは、とくにこのような創作の影響を受けやすい。サムニウム軍の損害は、明らかに誇張されている。また、この戦争におけるウァレリウスの役割もまた誇張されている。特にSalmon（1967）が指摘するように、リウィウスが参照した資料が紀元前1世紀の年代記編者であるウァレリウス・アンティアス（en）が主であったとすれば、それが顕著であるが、他の年代記編者も誇張している可能性もある。Salmon（1967）は、紀元前343年のウァレリウスの勝利は、この地域における紀元前215年のローマ軍のハンニバルに対する勝利を焼き移してたものではないかと疑っている。彼はまた、ガウルス山の戦いの発生場所が、クマエには近いがカプアからは遠すぎると、これも疑っている。凱旋式碑に記録があることから、紀元前343年にローマが何らかの勝利を収めたことは確かであるが、山岳ではなく平地でサムニウム人に勝利を収めた可能性の方が高い。このため、Salmon(1967)では紀元前343年のローマの戦勝は一度だけであり、その場所はカプアの外れのユーノー神殿近くで戦闘が行われたと推定している。これは、リウィウスが言う、カプア人がローマの勝利を祝って外に出てきたという記述を説明することができる。サムニウム軍は大敗北をしたわけではないであろう。戦いが夜になって中止されたというのは、ローマの歴史家がその失敗を隠すために使う記述である。但し、この説はOakley(1998)が否定しており、リウイウスの記述に疑わしいことはないと考えた。ウァレリウスの到着前に、サムニウム人はカンパニアのかなりの土地を占拠しており、ウァレリウスの二度の勝利はサムニウムのカプアとクマエに対する攻撃の結果として生じたものである。

## 発生年に関して
リウィウスはローマの習慣に従って、戦いが発生した年を執政官の名前で記録している。この年はウァレリウスとコルネリウスが執政官を勤めた年であり、マルクス・テレンティウス・ウァロの『年代記』から換算すると紀元前343年となる。しかし、現代の歴史家は、年代記には「独裁官年」が含まれていないため、第一次サムニウム戦争の発生年は4年遅い紀元前339年ではないかと考えている。この不正確さにもかかわらず、現在も学術論文でも年代記が換算に用いられている。

## 参考資料
- Forsythe, Gary (2005). A Critical History of Early Rome. Berkeley: University of California Press. ISBN 0-520-24991-7
- Oakley, S. P. (1998). A Commentary on Livy Books VI–X, Volume II: Books VII–VII. Oxford: Oxford University Press. ISBN 978-0-19-815226-2
- Salmon, E. T. (1967). Samnium and the Samnites. Cambridge University Press. ISBN 978-0-521-13572-6